# Fryderyki 2000
Fryderyki 2000 – 7. edycja polskich nagród muzycznych Fryderyków, przyznawanych przez Akademię Fonograficzną (powołaną przez Związek Producentów Audio-Video), honorująca dokonania przemysłu muzycznego w roku 2000. Ceremonia wręczenia nagród odbyła się 18 marca 2001 w Sali Kongresowej w Warszawie. Galę poprowadzili aktor Maciej Stuhr i dziennikarz Bogusław Kaczyński, a jej emisja na żywo odbyła się w TV Puls (w pierwszym dniu istnienia stacji).
Nagrody konkursowe zostały przyznane w 28 kategoriach (20 w sekcji muzyki rozrywkowej, 2 w sekcji muzyki jazzowej i 6 w sekcji muzyki poważnej). Najwięcej nominacji (8) otrzymał Robert Friedrich. Najwięcej nagród (po 4) zdobyli Maciej Starosta, Marcin Pospieszalski i Robert Friedrich. 3 nagrody wygrała Arka Noego, zaś po 2 Beata Kozidrak, Katarzyna Nosowska, Myslovitz i Orkiestra Symfoniczna Filharmonii Narodowej. Poza nagrodami konkursowymi został przyznany Honorowy Fryderyk dla Władysława Szpilmana.
Podczas ceremonii wystąpili na żywo: Brathanki, Arka Noego, Kobiety, Teatr Muzyczny Roma (z fragmentem musicalu Miss Saigon), Kasia Kowalska, Ronan Keating i Roxette.

## Laureaci i nominowani

### Sekcja muzyki rozrywkowej
| Piosenka roku | Fonograficzny debiut roku |
| --- | --- |
| - „Chłopcy” – Myslovitz - „Bal wszystkich świętych” – Budka Suflera - „Czerwone korale” – Brathanki - „Słodycze” – Golec uOrkiestra - „Święty święty uśmiechnięty” – Arka Noego | - Arka Noego - Brathanki - Fisz - Groovekojad - Katarzyna Groniec |
| Wokalista roku | Wokalistka roku |
| - Mietek Szcześniak - Artur Gadowski - Artur Rojek - Krzysztof Cugowski - Ryszard Rynkowski                                                                                     | - Beata Kozidrak - Anna Maria Jopek - Kayah - Kasia Kowalska - Katarzyna Nosowska |
| Grupa roku | Teledysk roku |
| - Arka Noego - Bajm - Brathanki - Golec uOrkiestra - Myslovitz | - „Dla ciebie” – Myslovitz (reżyseria: Krzysztof Pawłowski) - „Bal wszystkich świętych” – Budka Suflera (reżyseria: Maciej Dejczer) - „JakaJaKayah” – Kayah (reżyseria: Marcin Ziębiński) - „Kumple Janosika” – Big Cyc (reżyseria: Yach Paszkiewicz i Magda Paszkiewicz) - „Słodycze” – Golec uOrkiestra (reżyseria: Ryszard Czernow) |
| Producent muzyczny roku | Realizator dźwięku roku |
| - Marcin Pospieszalski - Andrzej Smolik - Grzegorz Ciechowski - Robert Friedrich - Tomasz Bonarowski                                                                            | - Leszek Kamiński - Adam Toczko - Michał Przytuła - Tomasz Bonarowski - Tadeusz Mieczkowski |
| Kompozytor roku | Autor roku |
| - Robert Friedrich - Andrzej Smolik - Kayah - Łukasz Golec, Paweł Golec i Rafał Golec - Romuald Lipko                                                                           | - Katarzyna Nosowska - Andrzej Mogielnicki - Beata Kozidrak - Kayah - Robert Friedrich |
| Album roku – pop | Album roku – rock / pop-rock |
| - A gu gu – Arka Noego - Bosa – Anna Maria Jopek - Dary losu – Ryszard Rynkowski - JakaJaKayah – Kayah - Moje oczy są zielone – Anita Lipnicka                                  | - Szklanka wody – Bajm - 5 – Kasia Kowalska - Bal wszystkich świętych – Budka Suflera - Extra Pan – Houk - Hołdys.com – Zbigniew Hołdys |
| Album roku – rap / hip-hop | Album roku – dance / techno / elektronika |
| - 3:44 – Kaliber 44 - Autorytet – Funky Filon - Obiecana ziemia – Thinkadelic - Olewka – Yaro - Polepione dźwięki – Fisz                                                        | - Smacznego! – Groovekojad - 1 – Stachursky - Norbi 2.0.0.0. – Norbi - Maczo? – C.A.S.A. & Los Amigos - Początek – Ha-Dwa-O! |
| Album roku – hard & heavy | Album roku – muzyka alternatywna |
| - Broken Head – Acid Drinkers - Człowiek – Paragraf 22 - Litany – Vader - Pascha 2000 – 2Tm2,3 - Radio dla mass – Crew                                                          | - Sushi – Nosowska - Li-pa-li – Lipali - Perły przed wieprze – Świetliki |
| Album roku – muzyka tradycji i źródeł | Album roku – poezja śpiewana |
| - Golec uOrkiestra 2 – Golec uOrkiestra - Ano! – Brathanki - Live – Drum Freaks - Moja miła – Kapela - Śleboda – De Press                                                       | - Piosenki Kabaretu Starszych Panów – Kabaret Starszych Panów - Cały świat płonie – Agnieszka Chrzanowska - Kocham jutro – Michał Bajor - Mężczyźni – Katarzyna Groniec - Wołanie – Antonina Krzysztoń |
| Album roku – oryginalna ścieżka dźwiękowa (muzyka ilustracyjna) | Najlepszy album zagraniczny |
| - Prymas. Trzy lata z tysiąca – Zygmunt Konieczny - Kallafiorr – Physical Love - Dziewiąte wrota – Wojciech Kilar                                                               | - All That You Can’t Leave Behind – U2 - Chocolate Starfish and the Hot Dog Flavored Water – Limp Bizkit - Lovers Rock – Sade - Music – Madonna - Selmasongs – Björk - Things to Make and Do – Moloko |

### Sekcja muzyki jazzowej
| Jazzowy album roku | Jazzowy muzyk roku                                                                             |
| --- | ---------------------------------------------------------------------------------------------- |
| - Don’t Ask Why – Bogdan Hołownia - Bogurodzica – Piotr Baron - Live in Rabarbar – The World Strings Trio - Fantazja polska – Włodzimierz Nahorny - To Kiss the Ivories – Wojciech Niedziela | - Włodzimierz Nahorny - Bogdan Hołownia - Maciej Strzelczyk - Piotr Baron - Wojciech Niedziela |

### Sekcja muzyki poważnej
| Muzyka dawna |
| --- |
| - Wariacje goldbergowskie - solista: Władysław Kłosiewicz – klawesyn - Alessandro Scarlatti – S. Casimiro – Ré di Polonia - soliści: Olga Pasiecznik – sopran, Jacek Laszczkowski – sopran, Anna Mikołajczyk – sopran, Marcin Ciszewski – kontralt, Krzysztof Szmyt – tenor, Jarosław Bręk – basso coro - zespół: Zbigniew Pilch, Marek Skuza, Dymitr Olszewski, Agnieszka Wolińska, Mark Caudle, Piotr Rzeczycki, Tomasz Iwanek, Katarzyna Tomczak, Anton Biroulia, Jerzy Żak - dyrygent: Jerzy Żak - Bal renesansowy w Warszawie - orkiestra: Orkiestra Złotego Wieku - Imeneo - soliści: Wojciech Gierlach – Imeneo, Jacek Laszczkowski – Tirinto, Olga Pasiecznik – Rosmene, Marta Boberska – Clomiri, Andrzej Klimczak – Argenio - orkiestra/zespół: Chór Kameralny Warszawskiej Opery Kameralnej, Zespół Instrumentów Dawnych WOK, Musicae Antiquae Collegium Varsoviense - dyrygent: Władysław Kłosiewicz - Pieśni Maryjne – Ave Mater, O Maria - zespół: Dekameron |
| Muzyka kameralna |
| - Jan Sebastian Bach – koncerty fortepianowe - soliści: Waldemar Malicki – fortepian, Tamara Granat – fortepian - zespół: Kwartet Prima Vista i Jurek Dybał (kontrabas) - Duo Guitarinet - soliści: Jan Jakub Bokun – klarnet, Krzysztof Pełech – gitara - Haydn – Siedem Ostatnich Słów Chrystusa na Krzyżu - solista: Krzysztof Kolberger – recytacja - zespół: Kwartet Prima Vista - Magia Fugi - zespół: Kwartet Śląski - Micro Piezas - soliści: Michał Nagy – gitara, Marcin Siatkowski – gitara - Vivaldi – 6 koncertów fagotowych - solista: Andrzej Budejko – fagot - orkiestra: „Amadeus” Chamber Orchestra - dyrygent: Agnieszka Duczmal |
| Muzyka solowa |
| - Jan Sebastian Bach – Cello Suites - solista: Andrzej Bauer - Jan Tarasiewicz – Chamber and Vocal Works - soliści: Irina Shumilina, Victor Scorobogatov, Anna Korzenevskaya, Tatyana Tsybulskaya, Igor Olovnikov - Kronika XIV Międzynarodowego Konkursu Pianistycznego im. Fryderyka Chopina - soliści: uczestnicy XIV Międzynarodowego Konkursu Pianistycznego im. Fryderyka Chopina - Le Streghe - soliści: Katarzyna Duda – skrzypce, Waldemar Malicki – fortepian - Modlitwa na koniec wieku - solista: Julian Gembalski – organy |
| Muzyka orkiestrowa |
| - Fryderyk Chopin – Koncerty fortepianowe - soliści: Artur Rubinstein – fortepian, Martha Argerich – fortepian - orkiestra/zespół: Orkiestra Symfoniczna Filharmonii Narodowej w Warszawie, Sinfonia Varsovia - dyrygenci: Witold Rowicki i Grzegorz Nowak - Chopin – Piano concerto & 12 Etudes - solista: Stanisław Drzewiecki – fortepian - orkiestra: Sinfonia Varsovia - dyrygent: Grzegorz Nowak - Franciszek Lessel, Karol Kurpiński - soliści: Paweł Stolarczyk – klarnet, Monika Mych – sopran, Michał Zambrzycki – tenor, Krzysztof Szumański – bas-baryton, Emilian Madey – fortepian - orkiestra/zespół: Orkiestra Jeunesse Musicale, Chór Jeunesse Musicale - dyrygenci: Ewa Strusińska i Łukasz Borowicz - Ludwig van Beethoven – Symfonie - soliści: Izabela Kłosińska – sopran, Krystyna Szostek-Radkowa – mezzosopran, Jerzy Knetig – tenor, Piotr Nowacki – bas - orkiestra/zespół: Orkiestra Symfoniczna Filharmonii Narodowej i Chór Filharmonii Narodowej - dyrygent: Kazimierz Kord - Messiaen Turangalîla Symphony, L’ascension - orkiestra: Narodowa Orkiestra Symfoniczna Polskiego Radia Katowice - dyrygent: Antoni Wit |
| Muzyka wokalna |
| - Andrzej Hiolski – Arie operowe (vol. 2) - solista: Andrzej Hiolski – baryton - orkiestra: różne - dyrygenci: różni - Giuseppe Verdi – Il Trovatore, Trubadur - soliści: Barbara Kubiak – sopran, Mikhail Davydov – tenor, Bogusław Szynalski – baryton, Elżbieta Kaczmarczyk-Janczak – mezzosopran - orkiestra: Chór i Orkiestra Opery Wrocławskiej - dyrygent: Ewa Michnik - Msze polskie - zespół: Poznańskie Słowiki - dyrygent: Stefan Stuligrosz - Paderewski In Memoriam - soliści: Stefania Toczyska – sopran, Jeff Cohen – fortepian - Stanisław Moniuszko – Kanony - soliści: Piotr Kusiewicz – tenor, Ryszard Minkiewicz – tenor, Paweł Skałuba – tenor, Krzysztof Szmyt – tenor, Roman Perucki – organy |
| Muzyka współczesna |
| - 7 Bram Jerozolimy / Live from Musikverein - soliści: Bożena Harasimowicz-Haas – sopran, Izabela Kłosińska – sopran, Jadwiga Rappé – alt, Wiesław Ochman – tenor, Romuald Tesarowicz – bas, Boris Carmeli – narrator - orkiestra/zespół: Orkiestra Symfoniczna Filharmonii Narodowej i Chór Filharmonii Narodowej - dyrygent: Kazimierz Kord - Penderecki – Utwory na orkiestrę (vol. 1) - orkiestra: Narodowa Orkiestra Symfoniczna Polskiego Radia Katowice - dyrygent: Antoni Wit - Stachowski – Kwartety smyczkowe - zespół: Kwartet Jagielloński |

### Honorowy Fryderyk

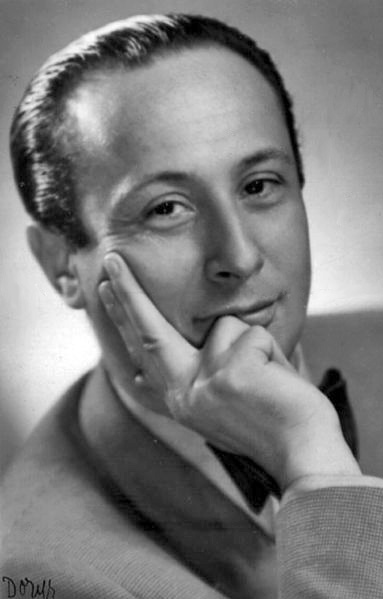
Władysław Szpilman, laureat Honorowego Fryderyka

Laureat Honorowego Fryderyka:
- Władysław Szpilman[5]

## Statystyki
| Liczba | Osoba/zespół                                                                         |
| ------ | ------------------------------------------------------------------------------------ |
| 4      | Maciej StarostaMarcin PospieszalskiRobert Friedrich                                  |
| 3      | Arka Noego                                                                           |
| 2      | Beata KozidrakKatarzyna NosowskaMyslovitzOrkiestra Symfoniczna Filharmonii Narodowej |

| Liczba | Osoba/zespół                                                                                |
| ------ | ------------------------------------------------------------------------------------------- |
| 8      | Robert Friedrich                                                                            |
| 6      | Dariusz MalejonekMaciej StarostaMarcin Pospieszalski                                        |
| 5      | Joszko BrodaKayahŁukasz GolecPaweł Golec                                                    |
| 4      | Arka NoegoArtur RojekBeata KozidrakBrathankiGolec uOrkiestraKrzysztof CugowskiRomuald Lipko |
| 3      | Budka SufleraKatarzyna NosowskaMyslovitzOrkiestra Symfoniczna Filharmonii Narodowej         |